# Erna Weber
Erna Weber (* 2. Dezember 1897 in Charlottenburg; † 19. Mai 1988 in Berlin) war eine deutsche Mathematikerin.

## Leben und Werk
Ihre Eltern waren in Berlin selbstständige Kaufleute und Inhaber einer Druckerei. Bis 1914 besuchte Weber das Königin-Luise-Lyzeum in Charlottenburg, konnte ihr Abitur aber erst 1919 ablegen. 1915 hatte sie eine Lehre am Tierphysiologischen Institut der Landwirtschaftlichen Hochschule Berlin begonnen.
Von 1920 bis 1925 studierte sie Mathematik, Physik und Philosophie an der Friedrich-Wilhelms-Universität zu Berlin. Sie promovierte 1925 bei Max von Laue mit einer Arbeit über Auswahlprinzip und Nadelstrahlung. Nach dem Studium arbeitete sie als Statikerin in einem Bauingenieurbüro in Charlottenburg.
1931 erhielt sie eine Anstellung am Kaiser-Wilhelm-Institut für Anthropologie, menschliche Erblehre und Eugenik in Berlin-Dahlem und arbeitete in der Abteilung Zwillingsforschung unter Otmar Freiherr von Verschuer. 1935 erschien als ihr erstes größeres Werk das Buch Einführung in die Variations- und Erblichkeits-Statistik im Gustav Fischer Verlag Jena. Nach dem Weggang ihres Vorgesetzten nach Frankfurt/Main musste sie sich 1935 eine neue Stelle suchen und wechselte zum Verlag Julius Springer in Berlin.
1937 nahm sie eine Stelle, zuletzt als Leiterin der Statistischen Abteilung der Außenstelle „Lehre und Forschung“ in Jena (Kahlaische Straße) des Thüringischen Landesamtes für Rassewesen in Weimar bei Karl Astel an. Sie veröffentlichte Arbeiten über das Heiratsalter der Frauen und die eheliche Fruchtbarkeit verschiedener sozialer Gruppen. Im März 1940 erhielt sie einen Lehrauftrag für biologische Statistik an der mathematisch-naturwissenschaftlichen Fakultät an der Universität Jena. Im Februar 1945 konnte sie sich habilitieren und hielt am 18. Juli 1945 ihre Probevorlesung in Jena, woraufhin ihr die Lehrerlaubnis erteilt wurde.
Im Dezember 1945 wurde sie als früheres Mitglied der NSDAP in Jena entlassen. Gesuche der Fakultät für ihre Weiterbeschäftigung wurden abgelehnt. Zwischen 1947 und 1949 arbeitete sie in Jena bei den Firmen Schott und Jenapharm. Danach wechselte sie ins Thüringische Veterinäruntersuchungs- und Tiergesundheitsamt und leitete dort bis 1952 die statistische Abteilung.

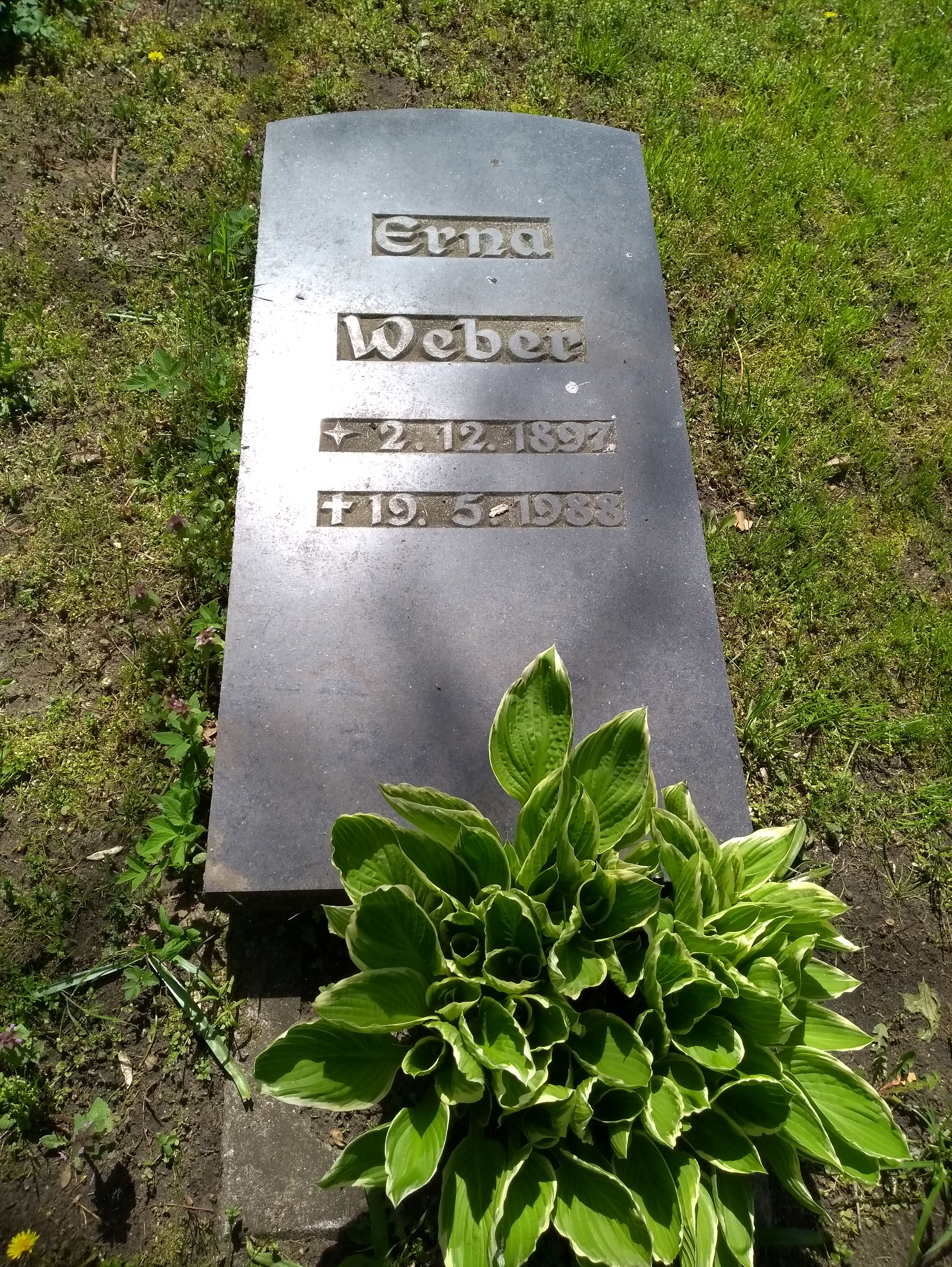
Grabstätte

1948 erschien ihr Grundriß der biologischen Statistik, der sich jahrzehntelang als ein Standardwerk behauptete und bis 1986 neun Auflagen erlebte. Am 1. Januar  1952 durfte Weber als Dozentin für das Fach naturwissenschaftliche und medizinische Statistik an das Institut für angewandte Mathematik der Universität Jena zurückkehren und wurde dort zum 1. April 1954 als Professorin mit Lehrauftrag berufen. 1957 folgte sie einem Ruf an die Humboldt-Universität zu Berlin, wo sie bis 1962 als Professorin mit vollem Lehrauftrag für mathematische Statistik tätig war. Mit ihrer Monographie Mathematische Grundlagen der Genetik, die in der von Hans Stubbe herausgegebenen Reihe Genetik: Grundlagen, Probleme und Ergebnisse in Einzeldarstellungen erschien, leistete sie 1967 einen herausragenden Beitrag zur Normalisierung der Genetik nach den Einschränkungen dieses Faches in der Zeit des Lyssenkoismus.
1978 wurde ihr die Honorary Life Membership der Biometric Society zuerkannt. In der DDR war sie 1964 mit dem Vaterländischen Verdienstorden in Bronze und 1972 in Silber ausgezeichnet worden und erhielt 1972 eine Ehrenpromotion durch die Universität Jena.
Eigentlich schon im Rentenalter, leitete sie noch die Abteilung Wahrscheinlichkeitsrechnung und Mathematische Statistik am Institut für angewandte Mathematik und Statistik der Akademie der Wissenschaften der DDR in Berlin und war von 1967 bis zu ihrem Tode Schriftleiterin der von Ottokar Heinisch und Maria-Pia Geppert begründeten Biometrischen Zeitschrift. Ihr Grab befindet sich auf dem Karlshorster und Neuen Friedrichsfelder Friedhof in Berlin-Karlshorst.